# 于润沧
于润沧（1930年3月20日—），出生于河北张家口，祖籍山西浑源，有色金属采矿专家，中国工程院院士，任中国恩菲工程技术有限公司高级顾问专家。中国共产党党员。

## 履历
1937年忻口战役时，于润沧母亲携子女一路南下逃难，经武汉、长沙、重庆，一直到重庆璧山县。于润沧在璧山县读了四年小学。1942年返回晋西隰县考入了进山中学，此时其父亲于镇河为晋绥军第三十三军军长。抗战胜利后进山中学迁回太原。1946到1947年被选为学校学生会副主席。1947年阎锡山搞“三自传训”“肃伪”，于润沧在中共地下党组织领导下参加了革命。1948年秋，于润沧从进山中学毕业后，去北平报考了几所大学。1949年初，北平和平解放后，于润沧等带着华北人民政府财政部部长戎子和的亲笔信，经张家口，由大同前线军事指挥部王平司令员接见派遣，进入大同，去做大同军事指挥部指挥官其父亲于镇河的和平工作。于镇河于1949年5月1日，率大同守军投诚接受人民解放军改编，大同和平解放。
1949年考入哈尔滨工业大学，1954年，毕业于东北工学院。曾获国家科技进步奖特等奖一项，一等奖一项，二等奖三项，1986年被评为国家级有突出贡献的中青年专家，1991年开始享受国务院政府特殊津贴，1999年当选中国工程院院士。

## 家庭
- 父亲：于镇河（1898年-1985年），国民党陆军中将，1949年5月1日领导了大同和平解放，后任山西省人民政府参事。[3]